# Atantano River
Atantano River är ett vattendrag i Guam (USA).   Det ligger i kommunerna Piti och Santa Rita, i den västra delen av Guam, 9 km sydväst om huvudstaden Hagåtña. Atantano River rinner ut i Apra Harbor.